# Ореське (район Михайлівці)

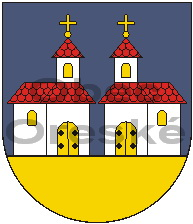

Ореське (словац. Oreské) — село, громада в окрузі Михайлівці, Кошицький край, Словаччина. Село розташоване на висоті 165 м над рівнем моря. Населення — 490 чол. Вперше згадується в 1358 році. В селі є бібліотека та футбольне поле.

## Населення
| Рік:            | 1994. | 2004.   | 2014.   | 2024.   |
| --------------- | ----- | ------- | ------- | ------- |
| Кількість осіб: | 525   | 495     | 481     | 474     |
| Різниця:        |       | -5,71 % | -2,82 % | -1,45 % |

| Рік:            | 2023. | 2024.   |
| --------------- | ----- | ------- |
| Кількість осіб: | 480   | 474     |
| Різниця:        |       | -1,25 % |

## Пам'ятки
У селі є греко-католицька церква охорони Пресвятої Богородиці з кінця 18 століття року в стилі бароко-класицизму та римо-католицький костел з 1833 року в стилі класицизму.

## Географія
Протікає Турський ярок.